# Parc Natural de Collados del Asón
El Parc Natural Collados del Asón és un espai natural protegit de la comunitat autònoma de Cantàbria, Espanya. És a la Serralada Cantàbrica al sud-est de Cantàbria i la totalitat del seu àmbit territorial, amb una superfície de 4.020 hectàrees, pertany al municipi de Soba, a unes alçades que se situen entre els 240 i els 1.581 msnm. És una àrea de gran interès, caracteritzada per afloraments calcaris, petits boscos de faigs i alzinars cantàbrics, amb prats creats per l'home per a l'aprofitament ramader. Aquest hàbitat tan divers, possibilita el desenvolupament d'un variada fauna silvestre característica de la serralada. El parc és en una zona que tradicionalment ha estat molt despoblada. Fou declarat parc natural per la Ley de Cantabria 1/1999 del 18 de febrer, i va ser inclòs a la llista d'espais naturals de Cantàbria per la Ley de Cantabria 4/2006 de conservació de la naturalesa.

## Relleu
El relleu presenta unes formes variades, abruptes i complexes que conformen aquests paisatges cantàbrics. Els dos trets que morfològicament defineixen la zona són els processos càrstics i el glacialisme quaternari.

### Glacialisme
En el parc és freqüent trobar formes de modelatge relacionades amb l'acció del gel, ja que el seu relleu ha estat influït pels processos glacials de les últimes glaciacions quaternàries, si bé aquest modelatge està sotmès actualment als processos de vessant, fluvials o, fins i tot, periglacials. L'aparició d'aquesta morfologia en alçades que van des dels 600 als 1000msnm evidencia que el clima era molt més rigorós que l'actual, similar al clima de zones com els Alps, on masses de gel en forma de circ glacial o de valls existeixen permanentment. Això no obstant, la desaparició dels gels, en suavitzar-se les condicions climàtiques, dona lloc a unes valls amb fons en forma de "U", flanquejades per cordons de dipòsit morrènic i davant de les quals sol haver-hi la morrena frontal en forma de mitja lluna. Els rius i els rierols passen, posteriorment, a ocupar aquestes valls, modificant aquesta morfologia.

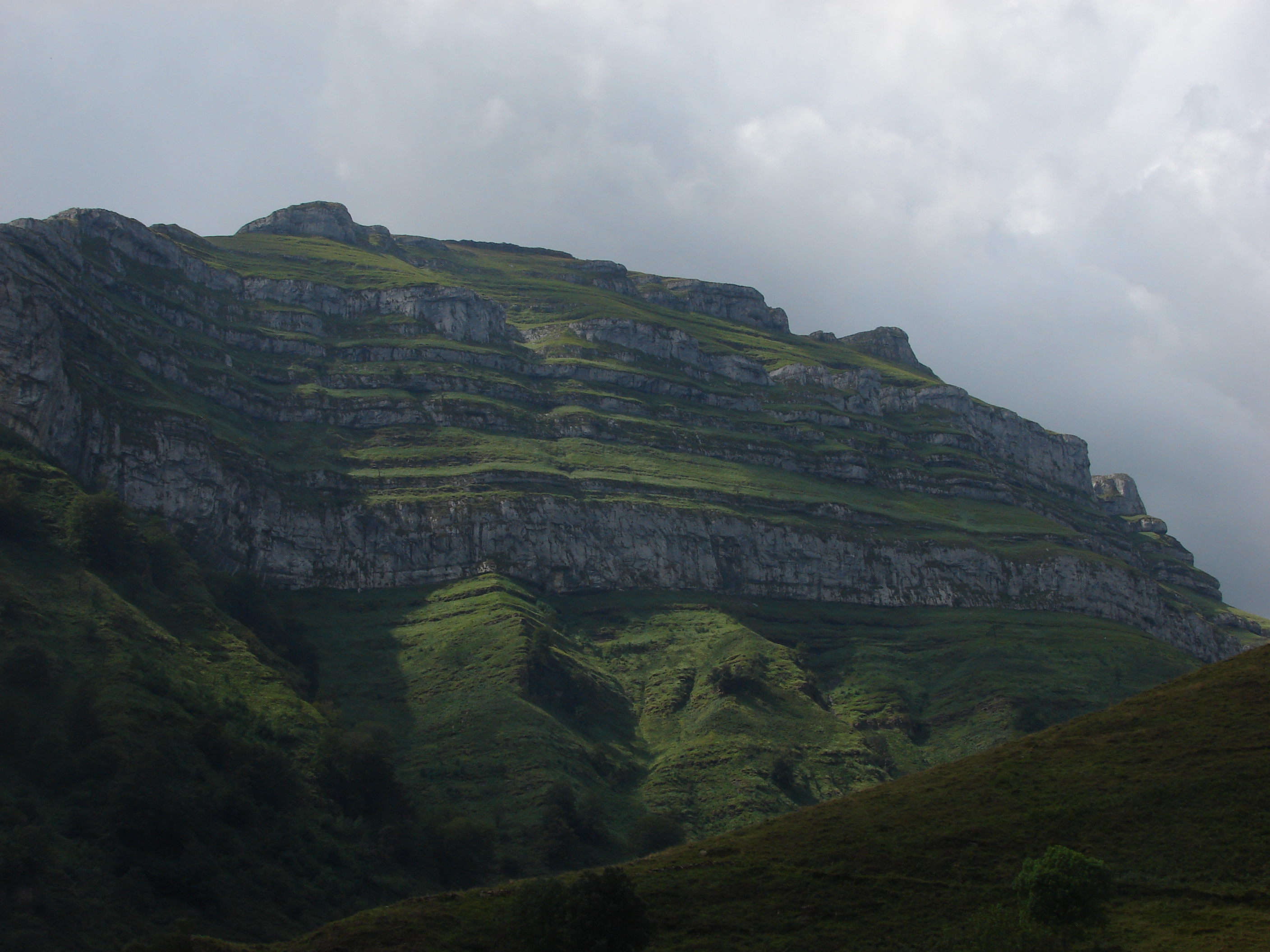
Castros del Hornéu en el Parc Natural Collados del Asón.

Ocasionalment, la glacera en el seu retrocés redueix el circ, formant una espècie de gran "llèntia" de gel acumulada a la depressió còncava que el gel formava, envoltada en el seu marge inferior per una morrena de circ, generalment en forma d'arc. Els circs glacials no només són deguts al retrocés de les llengües de gel de glaceres més desenvolupades, sinó que també van existir en zones on el manteniment per les nevades no era suficient perquè la llengua glacial es formés, quedant l'acumulació de gel circumscrita a l'àrea del circ, sense fluir cap a una vall. Un exemple de circ glacial amb una morrena molt ben desenvolupada es troba a la carretera que va des de Collados del Asón al Portillo de La Sía.

### Modelatge càrstic
Les formacions d'origen càrstic més característiques del parc són els rasclers, les dolines i les coves, i cavitats que es formen a l'interior de masses calcàries.
Les extensions de rasclers es troben constantment en tot el territori del parc, constitueixen el seu paisatge més característic. Destaquen els rasclers que hi ha al Mortillano, Los Campanarios o els Castros de Hornéu.
Tot i que les formacions càrstiques més acusades al parc la constitueix l'enorme sistema de caviats que es desenvolupa en el subsòl de tota la capçalera de l'Asón. Les caviats conegudes fins al moment són nombroses i moltes d'ampli desenvolupament vertical, que enllacen amb una complicada xarxa horitzontal d'importants proporcions.
Així, aquest complex càrstic es pensa que podria constituir una unitat hidrogeològica en enllaçar amb diferents rius subterranis que circulen per una xarxa profunda de galeries. Així doncs, estaríem davant la major xarxa de coves de Cantabria, amb més de 150 km de desenvolupament, de gran complexitat i verticalitat, la profunditat de la qual ronda els 600 m, que la convertiria, a més, en una de les xarxes subterrànees més grans d'Europa.

### Dinàmica fluvial
Finalment, el modelatge fluvial va actuar sobre el paisatge format per glaceres i complexos càrstics configurant el paisatge del parc tal com el coneixem en l'actualitat. Al parc hi neix el riu Asón que el travessa en la seva totalitat en direcció sud-nord, a més del seu principal afluent el riu Gándara. L'actual vall és només un fragment de l'original que devia néixer més al sud, en el vessant nord del Portillo de la Sía. L'erosió produïda pel riu Gándara a la seva capçalera va originar una captura de la conca de capçalera de l'Asón. L'alimentació de la cascada on finalitza la vall de Bustalviente, considerada tradicionalment el " Naixement de l'Asón", prové en realitat de la depressió càrstica de Brenavinto situada a la vall glaciar d'Ojón.

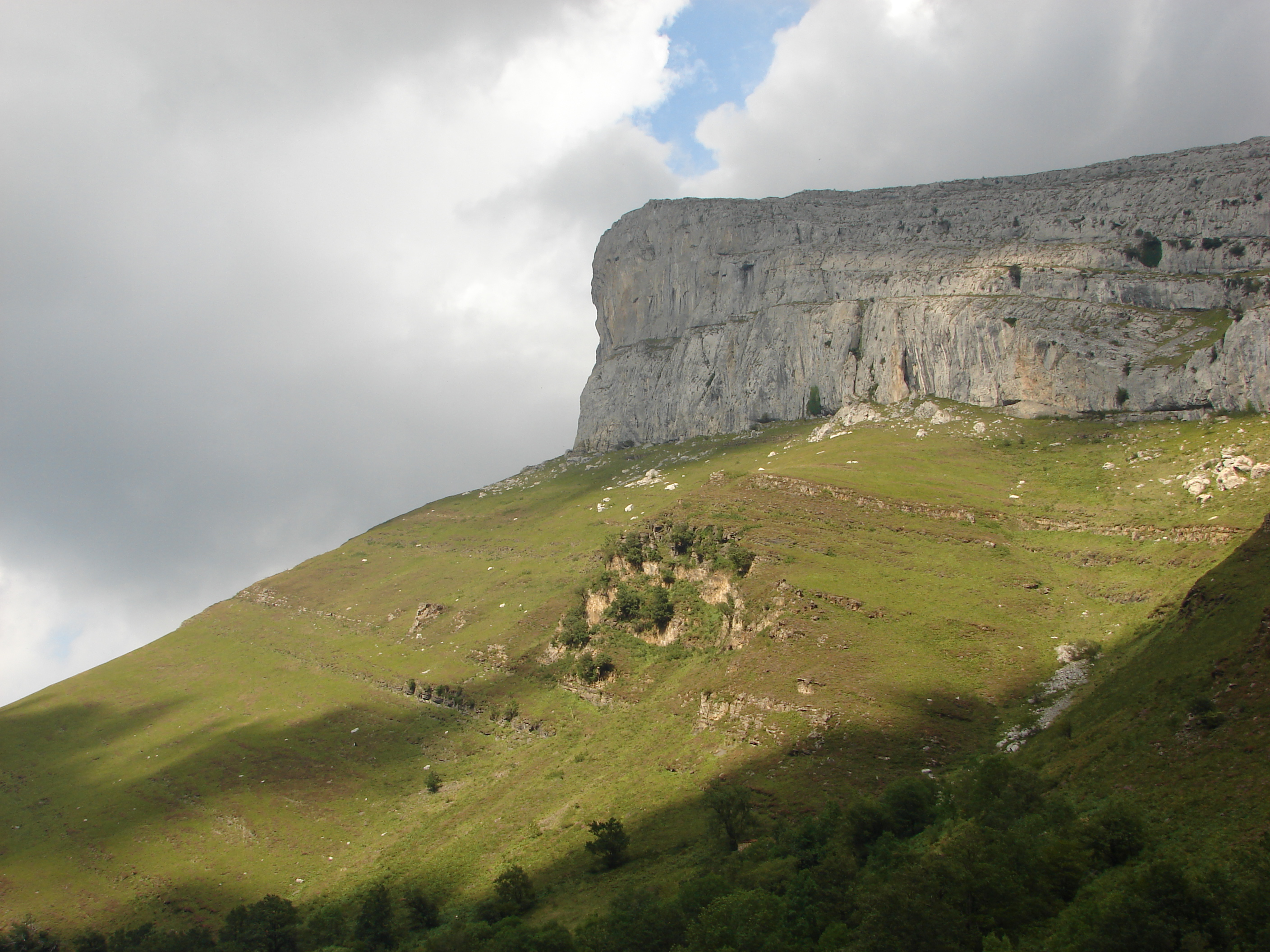
Peña Rocías al Parc Natural Collados del Asón.

## Flora
La vegetació és la característica del bosc atlàntic caducifoli dominat bàsicament per faigs. Si bé s'ha de destacar la singularitat biogeogràfica del parc, ja que juntament a aquesta vegetació atlàntica existeixen alzinars cantàbrics que han perdurat degut al seu desenvolupament sobre les roques calcàries predominants. La fageda és la formació forestal dominant, però es poden trobar bedolls i rebolls en aquelles zones on, degut a les freqüents precipitacions s'ha produït una pèrdua de sals en el sòl. A les cotes inferiors, en punts com el naixement de l'Asón, la fageda alterna amb l'alzinar cantàbric, que la substitueix en aquells punts més assolellats i, per tant, sotmesos a una major pèrdua d'humitat. A la part baixa de la vall hi ha freixes, moixeres de guilla i salzes, formant un escàs bosc de ribera. Aquestes formacions forestals cedeixen en aquells punts on, degut a l'acció humana o a les limitacions de les condicions edàfiques són substituïts per pasturatges de diferent grau de naturalitat.
Entre ells destaquen les comunitats rupícoles que, desenvolupant-se sobre petits relleixos on s'acumulen petites quantitats de sòl que constitueixen autèntics nius d'activitat botànica

## Fauna
Quant a la fauna podem trobar una àmplia representació de la fauna de muntanya cantàbrica, destacant els grans rapinyaires com el voltor, l'aligot, l'àguila marcenca i el falcó perdiguer. Entre els mamífers, i donada l'alta densitat de coves que es troben per la zona, tenen una gran rellevància el grup dels quiròpters entre els quals destaquen el ratpenat de cova de Schreibers, el ratpenat de ferradura mediterrani i la ferradura grossa. En els rius del parc són abundants la truita i el salmó atlàntic.

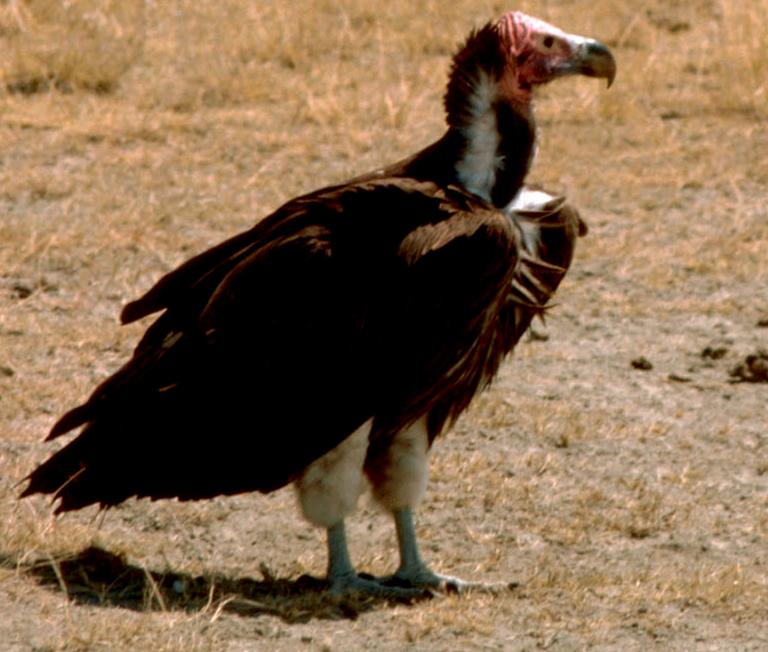
Voltor
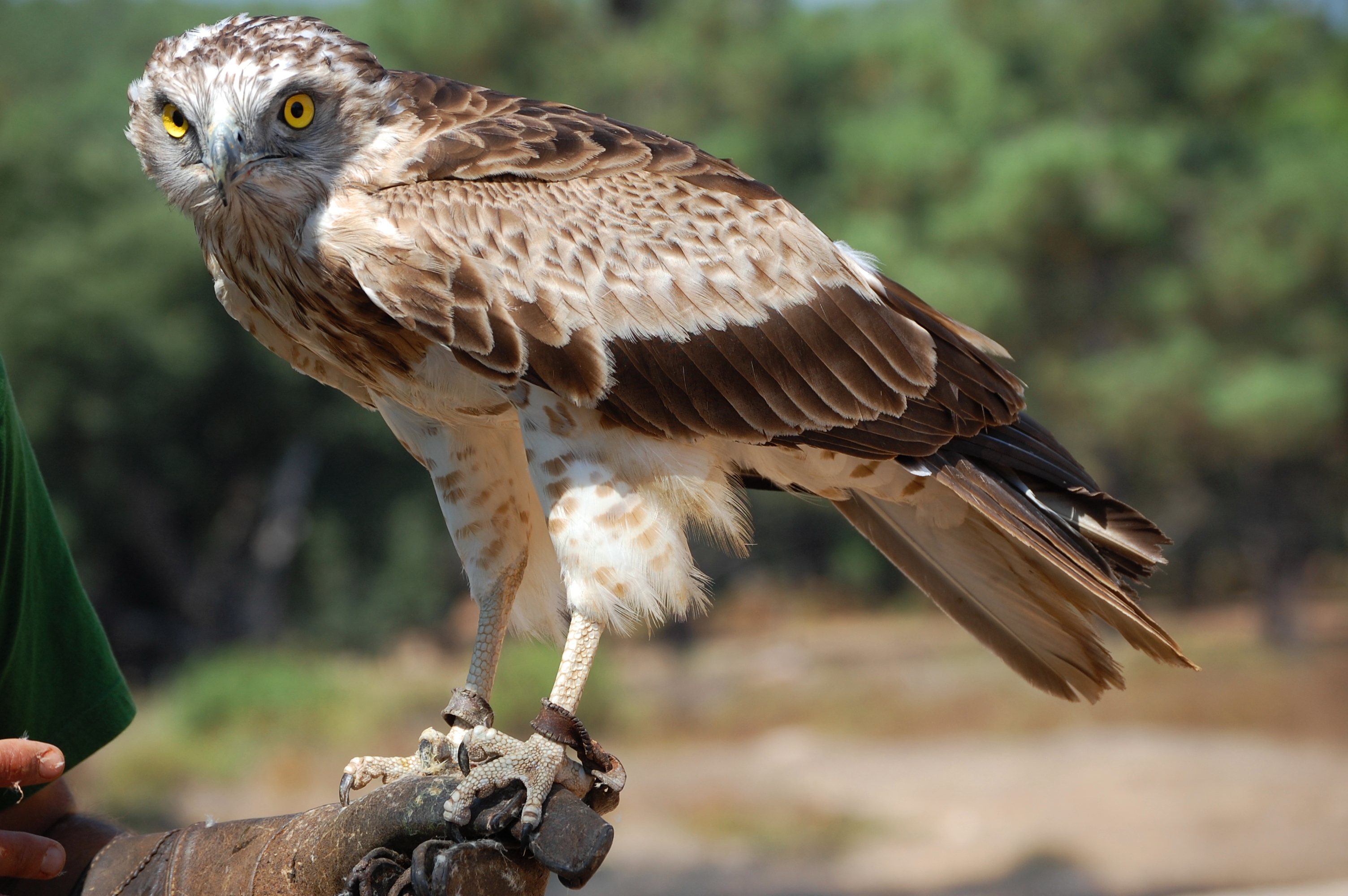
Àguila marcenca
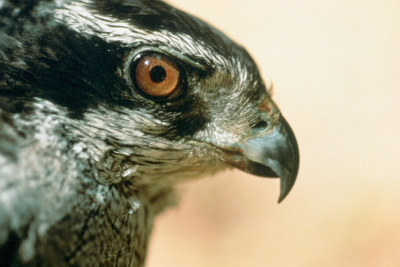
Falcó perdiguer

Malgrat tot, el principal interès faunístic del parc recau en els valors de fauna invertebrada que hi viu, ja que hi viuen les espècies d'invertebrats més valuoses i rares de Cantàbria. S'han localitzat a l'interior de totes les cavitats importants endemismes troglobis d'aràcnids, crustacis, diplòpodes, quilòpodes i insectes, molts d'ells únicament coneguts en l'entorn càrstic de l'Asón.

## Ordenació d'usos

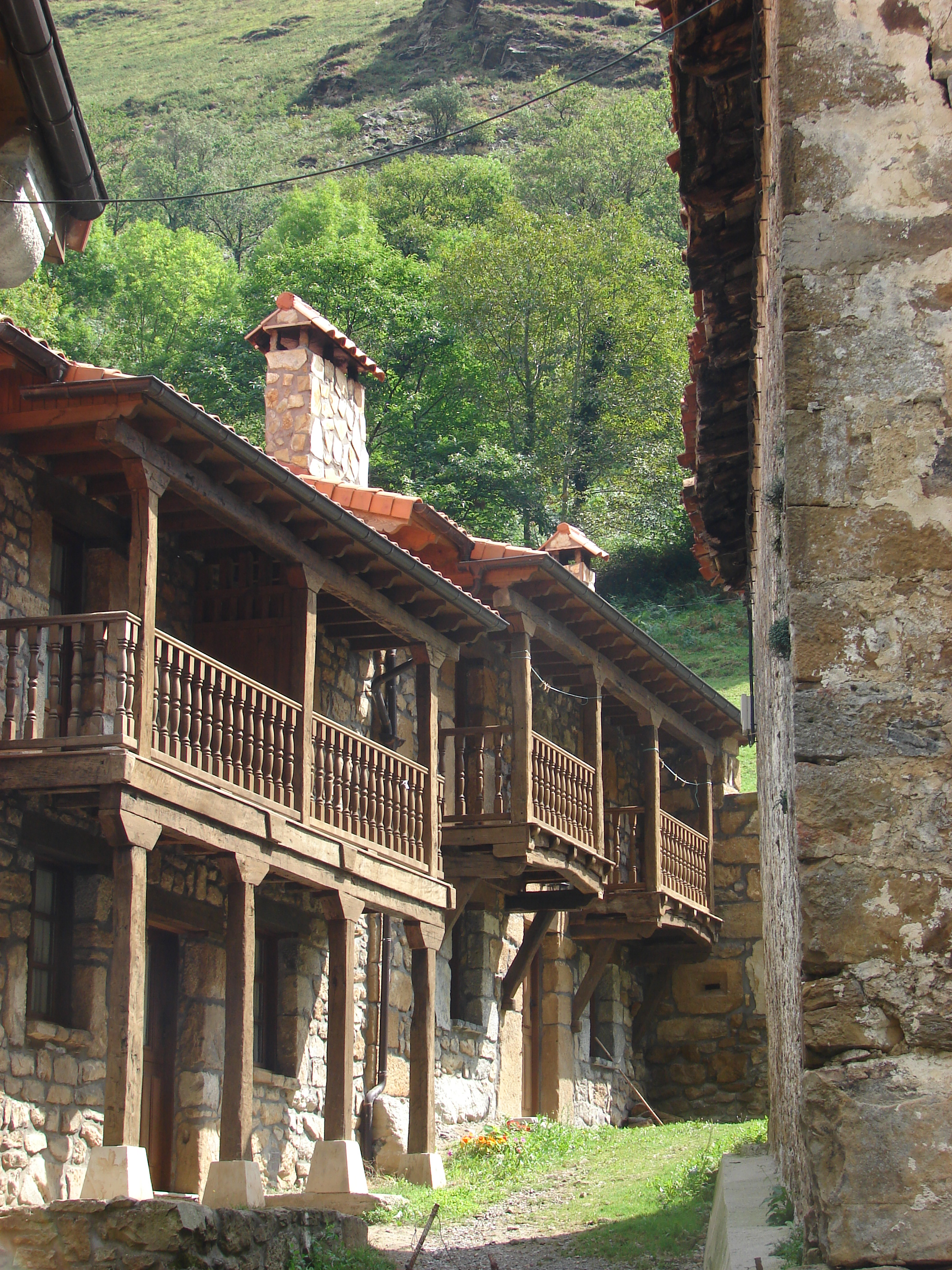
Arquitectura tradicional, en el barri de San Antonio a la localitat d'Asón (Soba).

El parc fou creat per la Ley de Cantabria 1/1999 del 18 de febrer. El Pla d'Ordenació dels Recursos Naturals (PORN) del parc es va aprovar pel Decret 2/2004 del Govern de Cantàbria. En aquest decret es recullen les directrius principals que permeten garantir la conservació dels recursos paisatgístics, ecològics, científics i culturals d'aquest espai protegit. Per aconseguir aquests objectius el PORN estableix quatre categories de zonificació del territori del parc, dividint-lo en: "zones de reserva" on no està permesa cap activitat; "zones d'ús limitat" on es permet l'ús limitat que no impliqui instal·lacions permanents; "zones d'ús compatible", on és possible una utilització pública de desenvolupament moderat i es permeten les instal·lacions d'ús públic o millora de la qualitat de vida dels habitants del parc; i, finalment, "zones d'ús general, on es permet l'emplaçament d'instal·lacions i activitats i que es troben al costat de les carreteres que travessen el parc.